# Zerstörerflottille
Die Zerstörerflottille (ZFltl) war ein Großverband der Deutschen Marine. Sie wurde 1958 als Kommando der Zerstörer aufgestellt und 2006 in Einsatzflottille 2 umbenannt.

## Geschichte und Einsätze
Im Rahmen des Aufbaus der damaligen Bundesmarine wurde das Kommando der Zerstörer am 1. April 1958 in Bremerhaven aufgestellt. Es unterstand als Typkommando für alle Zerstörer und Fregatten dem damaligen Kommando der Seestreitkräfte, das später zunächst in Kommando der Flotte, dann in Flottenkommando umbenannt wurde. Diese Unterstellung blieb durchgehend auch nach der Umbenennung in Zerstörerflottille 1967 erhalten.
Die Flottille wurde in den ersten Jahren von einem Kapitän zur See, später von einem Flottillenadmiral geführt. Der Stab wechselte mehrfach den Standort und verlegte am 20. März 1961 zunächst von Bremerhaven nach Eckernförde, am 1. März 1966 nach Kiel und am 1. Oktober 1982 nach Wilhelmshaven. 1994 wurden die verbliebenen Anteile der vormaligen Versorgungsflottille aufgenommen und ab 1996 im Trossgeschwader zusammengefasst. Am 29. Juni 2006 wurde die Zerstörerflottille in Einsatzflottille 2 umbenannt.
Schiffe der Zfltl waren an vielen Auslandseinsätzen beteiligt. Bereits während des Ersten Golfkriegs hatten die Verbündeten 1987 so viele Schiffe aus dem Mittelmeer in die Golfregion verlegt, dass die Bundesmarine mit einem Verband aushelfen musste, ein mögliches Machtvakuum im Mittelmeer auszugleichen. Dieser Verband bestand aus dem Zerstörer Mölders, der Fregatte Lübeck und dem Versorger Freiburg.
Um während des Zweiten Golfkriegs die Präsenz von NATO-Kräften im Mittelmeer zu verstärken, entsandte die Marine am 21. Januar 1991 einen aus je zwei Zerstörern (Schleswig-Holstein, Mölders), Fregatten (Köln, Augsburg) und Versorgungsschiffen (Glücksburg, Eifel) bestehenden Verband unter Führung des KdZ ins Mittelmeer. Der Verband hatte einen Ausbildungs- und Aufklärungsauftrag, bei dem es unter anderem darum ging, während des Golfkonflikts ein Signal der NATO an die nordafrikanischen Staaten zu senden.
Nach Ausbruch der ersten bewaffneten Auseinandersetzungen im ehemaligen Jugoslawien begann die NATO 1992 mit Überwachungsoperationen in der Adria. Das erste Schiff der deutschen Marine in der Adria war 1992 der Zerstörer Bayern. Auf Grundlage verschiedener Resolutionen der Vereinten Nationen wurde aus der Überwachungsoperation der Embargoeinsatz Operation Sharp Guard, an der sich bis 1996 stets ein bis zwei Schiffe der ZFltl beteiligten.
1994 evakuierten die Fregatten Köln und Karlsruhe, unterstützt durch den Versorger Nienburg und den Tanker Spessart, im Rahmen der Operation Southern Cross den Deutschen Unterstützungsverband Somalia des Heeres aus Mogadischu.
Seit 2002 beteiligten sich permanent Fregatten und Versorgungsschiffe der ZFltl an der Operation Enduring Freedom am Horn von Afrika, wobei zeitweise der KdZ als nationaler und internationaler Verbandsführer eingesetzt war.
(Zur Geschichte der einzelnen Geschwader s. u. Unterstellte Verbände)

## Organisation
Dem Kommandeur der Zerstörerflottille (KdZ) waren mehrere Geschwader unterstellt, deren Anzahl und Bezeichnung im Laufe der Jahre mehrfach gewechselt hat. Zur Flottille gehörten neben den Zerstörern und Fregatten zeitweise auch U-Jagd-Boote, Aufklärungsschiffe und später Versorgungsschiffe. Zur Unterstützung des KdZ diente der Flottillenstab.
Die Geschwaderstäbe bildeten ursprünglich selbständige Führungselemente auf der Regimentsebene (Flottendienstgeschwader zeitweise Bataillonsebene). 1994 fand im Rahmen der Neuausrichtung der Marine nach der Wiedervereinigung eine größere Reorganisation der Stäbe statt. Dabei wurden die Geschwaderstäbe bis auf den Stab des in Kiel verbliebenen 1. Zerstörergeschwaders (1. ZGschw) in den Flottillenstab eingegliedert und stark verkleinert. Der Flottillenstab übernahm alle administrativen Aufgaben, während den Geschwaderkommandeuren nur ein kleines Führungselement verblieb, das als Kern eines Verbandsstabes in See dienen konnte. Mit der Außerdienststellung des 1. ZGschw und der Aufstellung des 1. Fregattengeschwaders (1. FGschw) in Wilhelmshaven Ende 2003 wurde eine einheitliche Organisation hergestellt.
Im Vorbereitung der Umbenennung in Einsatzflottille 2 wurde die Organisation ab Anfang 2006 noch einmal verändert. Die Fregatten wurden in zwei Geschwadern zusammengefasst, während das Trossgeschwader unverändert bestehen blieb. Zugleich wurde im Flottillenstab ein Element Einsatzstab geschaffen, das den KdZ bei der Führung von Verbänden in See unterstützen soll. Die Geschwaderstäbe erhielten als zusätzliche Aufgabe die Führung der neu aufgestellten Personalergänzung, die die Besatzungen im Einsatz entlasten soll. Den Geschwadern unterstanden außer den aktiven Schiffen auch In- und Außerdienststellungskommandos, so dass es zwar vorübergehend Geschwader ohne aktive Schiffe aber nicht ohne unterstellte Einheiten gegeben hat.

### Kommandeure
| Nr. | Dienstgrad und Name                               | von           | bis           | Bemerkungen                                                         |
| --- | ------------------------------------------------- | ------------- | ------------- | ------------------------------------------------------------------- |
| 21  | Flottillenadmiral Hans-Jochen Witthauer           | 20. Okt. 2004 | 26. Juli 2006 | anschließend Kommandeur Einsatzflottille 2                          |
| 20  | Flottillenadmiral Rolf Schmitz                    | 19. Feb. 2003 | 20. Okt. 2004 |                                                                     |
| 19  | Flottillenadmiral Gottfried Hoch                  | 5. Sep. 2001  | 19. Feb. 2003 |                                                                     |
| 18  | Flottillenadmiral Christoph Diehl                 | 16. Sep. 1998 | 5. Sep. 2001  | später Amtschef Streitkräfteamt                                     |
| 17  | Flottillenadmiral Frank Ropers                    | 26. Sep. 1996 | 16. Sep. 1998 | später Deutscher Militärischer Vertreter beim NATO-Militärausschuss |
| 16  | Flottillenadmiral Lutz Feldt                      | 24. März 1995 | 26. Sep. 1996 | später Inspekteur der Marine                                        |
| 15  | Flottillenadmiral Diether Hülsemann               | 1. Okt. 1992  | 24. März 1995 |                                                                     |
| 14  | Flottillenadmiral Klaus-Dieter Laudien            | 11. Mai 1990  | 30. Sep. 1992 |                                                                     |
| 13  | Flottillenadmiral Hans-Rudolf Boehmer             | 26. Sep. 1988 | 11. Mai 1990  | später Inspekteur der Marine                                        |
| 12  | Flottillenadmiral Konrad Ehrensberger             | 25. März 1985 | 26. Sep. 1988 |                                                                     |
| 11  | Flottillenadmiral Dieter Franz Braun              | 22. März 1983 | 25. März 1985 | später Befehlshaber der Flotte                                      |
| 10  | Flottillenadmiral Hans-Joachim Mann               | 1. Apr. 1981  | 22. März 1983 | später Inspekteur der Marine                                        |
| 09  | Flottillenadmiral Hein-Peter Weyher               | 1. Okt. 1978  | 31. März 1981 | später Inspekteur der Marine                                        |
| 08  | Flottillenadmiral Klaus-Jürgen Thäter             | 1. Okt. 1975  | 30. Sep. 1978 |                                                                     |
| 07  | Flottillenadmiral Joachim-Albrecht von Holleuffer | 1. Okt. 1972  | 30. Sep. 1975 |                                                                     |
| 06  | Flottillenadmiral Erwin Rau                       | 1. Okt. 1970  | 30. Sep. 1972 |                                                                     |
| 05  | Flottillenadmiral Paul Hartwig                    | 1. Apr. 1968  | 30. Sep. 1970 | später Befehlshaber der Flotte                                      |
| 04  | Kapitän zur See Theodor von Mutius                | 1. Okt. 1964  | 31. März 1968 | 1. Januar 1967 Umbenennung in Zerstörerflottille                    |
| 03  | Kapitän zur See Günter Kuhnke                     | 19. Okt. 1962 | 30. Sep. 1964 | später Amtschef des Marineamts                                      |
| 02  | Kapitän zur See Hans Dominik                      | 16. Okt. 1960 | 18. Okt. 1962 |                                                                     |
| 01  | Kapitän zur See Heinz Peters                      | 1. Apr. 1958  | 15. Okt. 1960 |                                                                     |

### Unterstellte Verbände

#### 1. Zerstörergeschwader

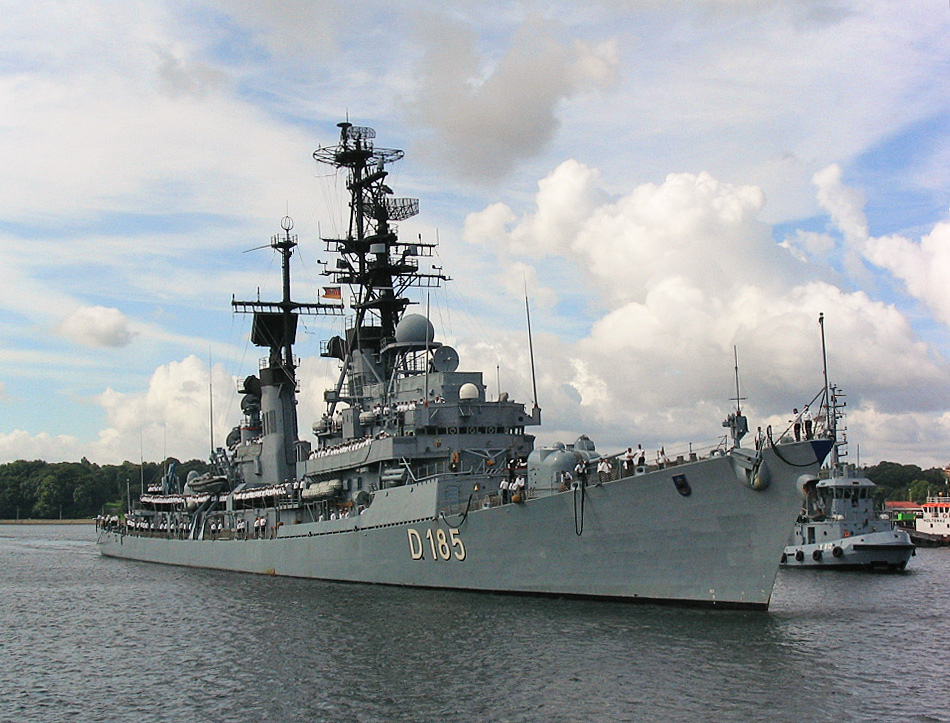
Zerstörer Lütjens, Klasse 103B

Das 1. Zerstörergeschwader (1. ZGschw) wurde am 1. September 1958 in Kiel aufgestellt. Ihm unterstanden drei aus den USA als Leihgabe zur Verfügung gestellte Zerstörer der Fletcher-Klasse (deutsche Bezeichnung: Klasse 119), die während des Zweiten Weltkriegs gebaut worden waren. Diese Schiffe bildeten zusammen mit ihren Schwesterschiffen im 3. ZGschw den Grundstock für den Aufbau der neuen Zerstörerwaffe der Bundesmarine.
1964–1965 waren dem Geschwader zeitweise die in Erprobung befindlichen neuen Zerstörer Hamburg und Schleswig-Holstein unterstellt, bevor das 2. ZGschw aufgestellt wurde. 1967 wurde der Zerstörer 1 vorübergehend außer Dienst gestellt. Am 31. März 1968 wurde das 1. ZGschw außer Dienst gestellt, Zerstörer 2 an das 3. ZGschw und Zerstörer 3 an das Flottendienstgeschwader abgegeben.
Am 1. April 1969 wurde das 1. ZGschw neu aufgestellt, um die neuen Zerstörer der Lütjens-Klasse (Klasse 103) aufzunehmen. Diese drei in den USA für deutsche Rechnung gebauten Schiffe der Charles-F.-Adams-Klasse liefen zwischen 1969 und 1971 zu. Sie blieben bis zu ihrer Außerdienststellung (Rommel 1999, Mölders und Lütjens 2003) im 1. ZGschw. Im Laufe der Zeit wurden sie zweimal in größerem Umfang modernisiert und trugen dann die Bezeichnungen Klasse 103A und 103B.
1981 unterstanden dem Geschwader nach der Auflösung des 3. ZGschw für kurze Zeit Zerstörer 2 und Zerstörer 5, die anschließend an die griechische Marine abgegeben wurden. Das 1. ZGschw wurde im Dezember 2003 aufgelöst, die Tradition übernahm das 1. Fregattengeschwader.
| Nr.            | Dienstgrad und Name                              | von       | bis       | Bemerkungen                                                                             |
| -------------- | ------------------------------------------------ | --------- | --------- | --------------------------------------------------------------------------------------- |
| 01             | Kapitän zur See Hans Dominik                     | Jan. 1959 | Okt. 1960 | später Kommandeur der Zerstörerflottille                                                |
| 02             | Kapitän zur See Heinrich Hoffmann                | Okt. 1960 | Nov. 1962 | später Kommandeur der Zerstörerflottille                                                |
| 03             | Kapitän zur See Theodor von Mutius               | Nov. 1962 | Sep. 1964 |                                                                                         |
| 04             | Kapitän zur See Gerd Schreiber                   | Okt. 1964 | Sep. 1965 |                                                                                         |
| 05             | Fregattenkapitän Dirk Stricker                   | Okt. 1965 | Jan. 1966 |                                                                                         |
| 06             | Fregattenkapitän Jürgen Goetschke                | Jan. 1966 | Mai 1966  | m.d.W.d.G.b., zugleich Kommandant Z 1, später Kommandeur des 2. Zerstörergeschwaders    |
| 07             | Kapitän zur See Erwin Rau                        | Juni 1966 | Feb. 1967 | zugleich Kommandeur 3. Zerstörergeschwader und später Kommandeur der Zerstörerflottille |
| 08             | Kapitän zur See Paul Hartwig                     | März 1967 | Dez. 1967 | zugleich Kommandeur 3. Zerstörergeschwader und später Kommandeur der Zerstörerflottille |
| Neuaufstellung |                                                  |           |           |                                                                                         |
| 09             | Fregattenkapitän Ernst Lorenz                    | Apr. 1969 | Apr. 1970 | später Systembeauftragter für die Zerstörer Klasse 103                                  |
| 10             | Kapitän zur See Gerhard Behrens                  | Apr. 1970 | Okt. 1972 |                                                                                         |
| 11             | Kapitän zur See Klaus-Karl Stange                | Okt. 1972 | Dez. 1972 | m.d.W.d.G.b., zugleich Kommandant Rommel                                                |
| 12             | Kapitän zur See Klaus-Karl Stange                | Dez. 1972 | Dez. 1973 |                                                                                         |
| 13             | Kapitän zur See Ludwig Ernst Wetters             | Jan. 1974 | Apr. 1978 |                                                                                         |
| 14             | Kapitän zur See Joachim Warkocz                  | Apr. 1978 | Apr. 1980 | zuvor Kommandeur 3. Zerstörergeschwader                                                 |
| 15             | Fregattenkapitän/Kapitän zur See Günther Pirschl | Apr. 1980 | Aug. 1980 | m.d.W.d.G.b., zugleich Kommandant Zerstörer Mölders                                     |
| 16             | Kapitän zur See Hans-Jürgen Schäfer              | Aug. 1980 | Apr. 1982 |                                                                                         |
| 17             | Kapitän zur See Wilhelm Reiss                    | Apr. 1982 | Sep. 1983 | m.d.W.d.G.b., zugleich Kommandant Zerstörer Rommel                                      |
| 18             | Kapitän zur See Klaus Dingeldein                 | Sep. 1983 | Okt. 1985 |                                                                                         |
| 19             | Kapitän zur See Joachim Kleemann                 | Okt. 1985 | Okt. 1986 |                                                                                         |
| 20             | Kapitän zur See Hans-Rudolf Boehmer              | Okt. 1986 | Okt. 1988 |                                                                                         |
| 21             | Fregattenkapitän Christoph Diehl                 | Okt. 1988 | Jan. 1989 | m.d.W.d.G.b., zugleich Kommandant Zerstörer Rommel                                      |
| 22             | Kapitän zur See Uwe Wolff                        | Jan. 1989 | Juni 1991 |                                                                                         |
| 23             | Fregattenkapitän Wolfgang Hügelmann              | Juni 1991 | Aug. 1991 | m.d.W.d.G.b., zugleich Kommandant Zerstörer Lütjens                                     |
| 24             | Kapitän zur See Jörg Owen                        | Aug. 1991 | Sep. 1993 |                                                                                         |
| 25             | Kapitän zur See Christoph Diehl                  | Sep. 1993 | März 1995 |                                                                                         |
| 26             | Kapitän zur See Hubertus von Puttkamer           | März 1995 | Sep. 1996 |                                                                                         |
| 27             | Kapitän zur See Peter Heinzmann                  | Sep. 1996 | Sep. 1998 |                                                                                         |
| 28             | Kapitän zur See Norbert Lux                      | Sep. 1998 | Aug. 2000 |                                                                                         |
| 29             | Kapitän zur See Georg von Maltzan                | Aug. 2000 | Dez. 2003 |                                                                                         |

#### 2. Zerstörergeschwader

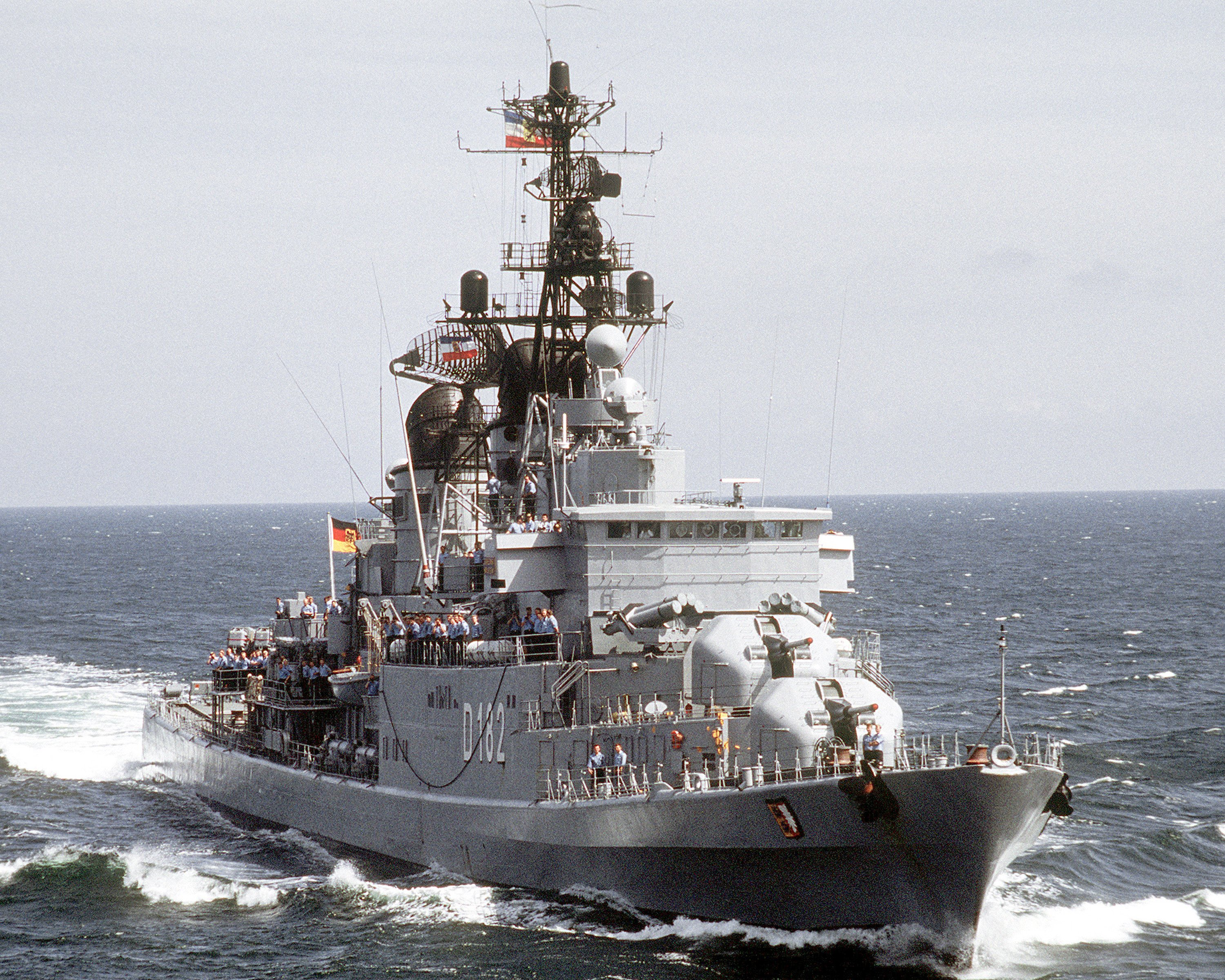
Zerstörer Schleswig-Holstein, Klasse 101A

Das 2. ZGschw wurde am 1. April 1965 in Wilhelmshaven aufgestellt, um die Zerstörer der Hamburg-Klasse (Klasse 101) aufzunehmen. Bei der Aufstellung wurden die beiden bereits in Dienst befindlichen Schiffe Hamburg und Schleswig-Holstein vom 1. ZGschw übernommen. Bayern lief 1965 zu, Hessen mit Verspätung erst 1968.
Zwischen 1974 und 1977 wurden die Schiffe zur Klasse 101A umgebaut und erhielten Seeziel-Flugkörper und modernere Elektronik. Hessen wurde 1990 außer Dienst gestellt, die anderen Schiffe folgten zwischen 1993 und 1994. Das 2. ZGschw wurde am 27. September 1994 aufgelöst, die Tradition übernahm das 6. Fregattengeschwader.
| Nr. | Dienstgrad und Name                    | von         | bis       | Bemerkungen |
| --- | -------------------------------------- | ----------- | --------- | --- |
| 01  | Kapitän zur See Hans Dehnert           | Aufstellung | März 1966 | ehemaliger Kommandeur des 1. Geleitgeschwaders und des 3. Zerstörergeschwaders, wurde bereits zu Ende Februar 1966 abkommandiert |
| 02  | Kapitän zur See Heinz Haag             | Apr. 1966   | Juli 1967 | vorher Kommandant Zerstörer Bayern                                                                                               |
| 03  | Fregattenkapitän Ernst von Witzendorff | Juli 1967   | Sep. 1967 | m.d.W.d.G.b., zugleich Kommandant Zerstörer Bayern                                                                               |
| 04  | Kapitän zur See Helmut Meyer-Abich     | Okt. 1967   | Sep. 1969 | |
| 05  | Kapitän zur See Jürgen Goetschke       | Okt. 1969   | Dez. 1970 | ehemaliger Kommandeur der 1. Zerstörergeschwaders                                                                                |
| 06  | Kapitän zur See Hans-Arend Feindt      | Dez. 1970   | März 1973 | |
| 07  | Kapitän zur See Ewald Schmidt          | Apr. 1973   | Dez. 1975 | |
| 08  | Kapitän zur See Walter Flentge         | Dez. 1975   | März 1977 | |
| 09  | Kapitän zur See Helmut Kähler          | Apr. 1977   | März 1979 | |
| 10  | Kapitän zur See Klaus-Dieter Sievert   | März 1979   | Sep. 1980 | |
| 11  | Kapitän zur See Klaus Schwabe          | Okt. 1980   | Sep. 1983 | |
| 12  | Kapitän zur See Diether Hülsemann      | Okt. 1983   | Apr. 1985 | |
| 13  | Kapitän zur See Klaus-Dieter Laudien   | Apr. 1985   | 1986      | später Kommandeur der Zerstörerflottille                                                                                         |
| 14  | Kapitän zur See Dieter Stockfisch      | 1986        | 1989      | |
| 15  | Kapitän zur See Helmut Kunz            | 1989        | 1991      | |
| 16  | Fregattenkapitän Hans-Christian Rips   | 1992        | 1993      | |
| 17  | Kapitän zur See Gottfried Hoch         | 1993        | 1994      | später Kommandeur des 6. Fregattengeschwader und der Zerstörerflottille                                                          |

#### 3. Zerstörergeschwader

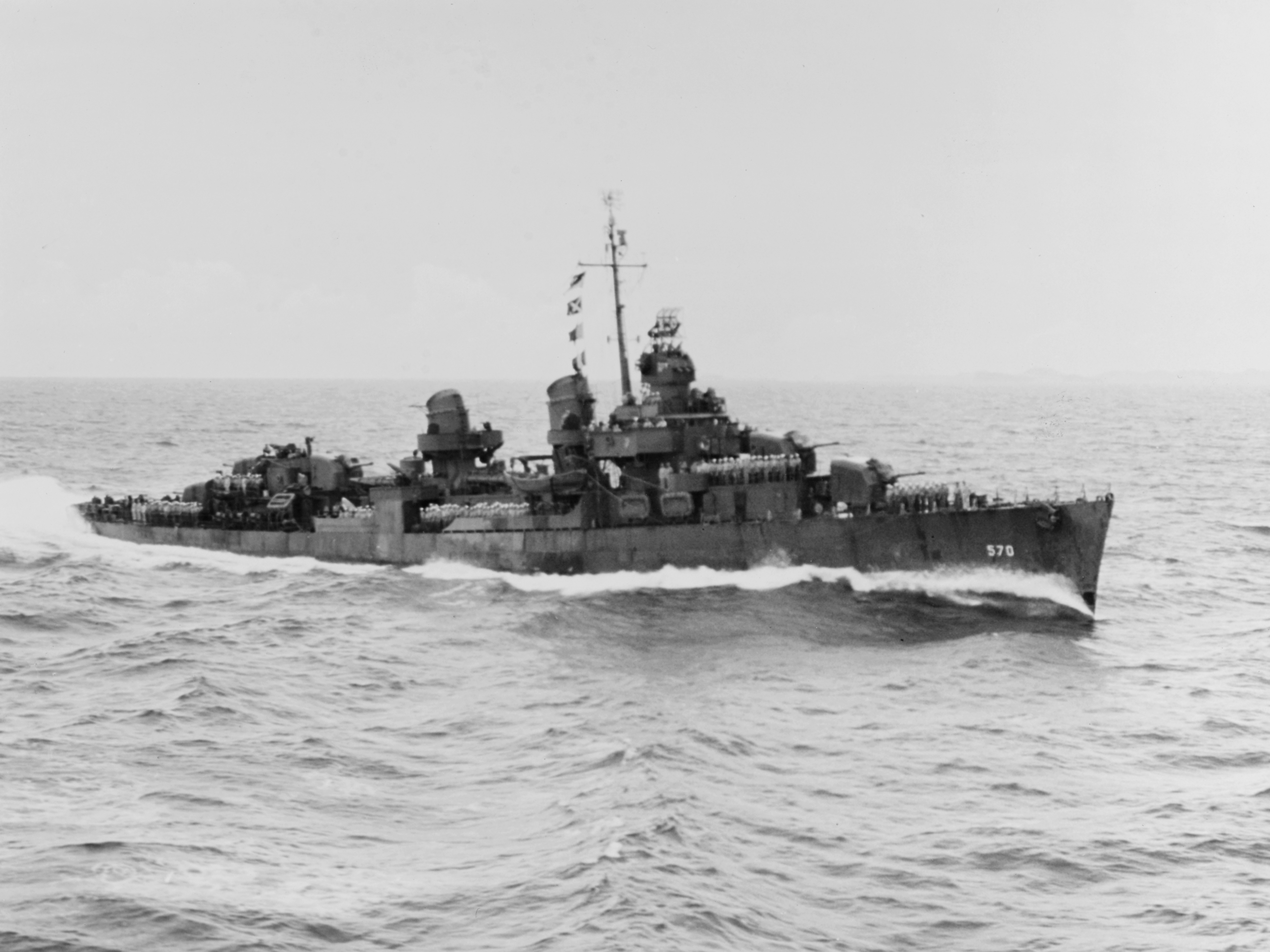
US-Zerstörer der Fletcher-Klasse, ähnlich Z1-Z6

Das 3. ZGschw wurde am 1. April 1960 in Flensburg aufgestellt, um die zweite Gruppe von drei Zerstörern der Fletcher-Klasse (Z 4, Z 5, Z 6) aufzunehmen, die die USA zur Verfügung stellten. Zerstörer 6 wurde 1967 nach einer technisch bedingten Havarie außer Dienst gestellt. Am 1. Januar 1968 verlegte das 3. ZGschw nach Kiel und bestand nach der Auflösung des 1. ZGschw zunächst aus den Zerstörern 2, 4 und 5. Im August 1968 kam Zerstörer 1 nach Wiederindienststellung hinzu, am 1. Oktober 1971 Zerstörer 3 vom Flottendienstgeschwader.
Zerstörer 1 wurde 1972 endgültig außer Dienst gestellt und am 16. Mai 1979 durch das deutsche Uboot U 29 im Mittelmeer als Zielschiff mit einem Torpedo versenkt. Z 3 wurde 1980 an die griechische Marine abgeben, Z 2 und Z 5 folgten 1981 und 1982. Am 30. Juni 1981 wurde das 3. ZGschw aufgelöst.
| Nr. | Dienstgrad und Name                             | von         | bis       | Bemerkungen |
| --- | ----------------------------------------------- | ----------- | --------- | --- |
| 01  | Fregattenkapitän Hans-Walter Buch               | Aufstellung | Sep. 1960 | m.d.W.d.G.b., zugleich Kommandant Z 4 |
| 02  | Kapitän zur See Karl Hetz                       | Okt. 1960   | März 1962 | |
| 03  | Fregattenkapitän/Kapitän zur See Otto von Bülow | Apr. 1962   | Sep. 1963 | |
| 04  | Fregattenkapitän Bühring                        | Okt. 1963   | Okt. 1963 | m.d.W.d.G.b., zugleich Kommandant Z 4 |
| 05  | Kapitän zur See Wilhelm Meentzen                | Okt. 1963   | Okt. 1964 | |
| 06  | Kapitän zur See Hans Dehnert                    | Okt. 1964   | Apr. 1965 | ehemaliger Kommandeur des 1. Geleitgeschwaders und später Kommandeur des 2. Zerstörergeschwaders                                                  |
| 07  | Fregattenkapitän/Kapitän zur See Erwin Rau      | Apr. 1965   | Jan. 1967 | bis Sept. 1965 zugleich Kommandant Z 4, ab Juni 1966 auch zugleich Kommandeur 1. Zerstörergeschwader und später Kommandeur der Zerstörerflottille |
| 08  | Kapitän zur See Paul Hartwig                    | Jan. 1967   | März 1968 | zugleich bis Dezember 1967 Kommandeur 1. Zerstörergeschwader und später Kommandeur der Zerstörerflottille                                         |
| 09  | Kapitän zur See Henrich Grote                   | Apr. 1968   | März 1969 | |
| 10  | Kapitän zur See Eberhard Zimmermann             | Apr. 1969   | März 1972 | |
| 11  | Fregattenkapitän/Kapitän zur See Walter Flentge | März 1972   | Dez. 1975 | |
| 12  | Kapitän zur See Hein-Peter Weyher               | Jan. 1976   | Sep. 1977 | bis April 1976 zugleich Kommandant Z 4 |
| 13  | Kapitän zur See Joachim Warkocz                 | Sep. 1977   | März 1978 | anschließend Kommandeur 1. Zerstörergeschwader |
| 14  | Kapitän zur See Dieter Klages                   | März 1978   | Juni 1981 | |

#### 1. Geleitgeschwader
Das 1. Geleitgeschwader (1. GGschw) war das älteste Geschwader der Flottille. Es war bereits im November 1956 in Wilhelmshaven aufgestellt worden und bestand aus fünf Geleitbooten Klasse 319, später auch als Schulschiffe bezeichnet. Dabei handelte es sich um ehemalige Hochseeminensuchboote Typ 35 der Kriegsmarine, die zwischenzeitlich im Dienst der französischen Marine gestanden hatten. Das Geschwader wurde bereits am 1. Oktober 1959 wieder aus dem Kommando der Zerstörer ausgegliedert, dem Kommando der Marineausbildung unterstellt und um die Schulboote Eider und Trave ergänzt. Es verlegte 1960 unter Umbenennung in Schulgeschwader nach Kiel und wurde 1963 einschließlich aller Geleitboote außer Dienst gestellt.
| Nr. | Dienstgrad und Name                                      | von       | bis       | Bemerkungen                                                                   |
| --- | -------------------------------------------------------- | --------- | --------- | ----------------------------------------------------------------------------- |
| 1   | Fregattenkapitän Otto Kretschmer                         | Jan. 1957 | Okt. 1957 |                                                                               |
| 2   | Fregattenkapitän Hans Dehnert                            | Okt. 1957 | März 1959 | später Kommandeur des 2. Zerstörergeschwaders und des 3. Zerstörergeschwaders |
| 3   | Fregattenkapitän/Kapitän zur See Adolf Cornelius Piening | Apr. 1959 | Apr. 1960 |                                                                               |
| 4   | Fregattenkapitän Egon von Schlippenbach                  | Apr. 1960 | Juni 1960 |                                                                               |

#### 2. Geleitgeschwader

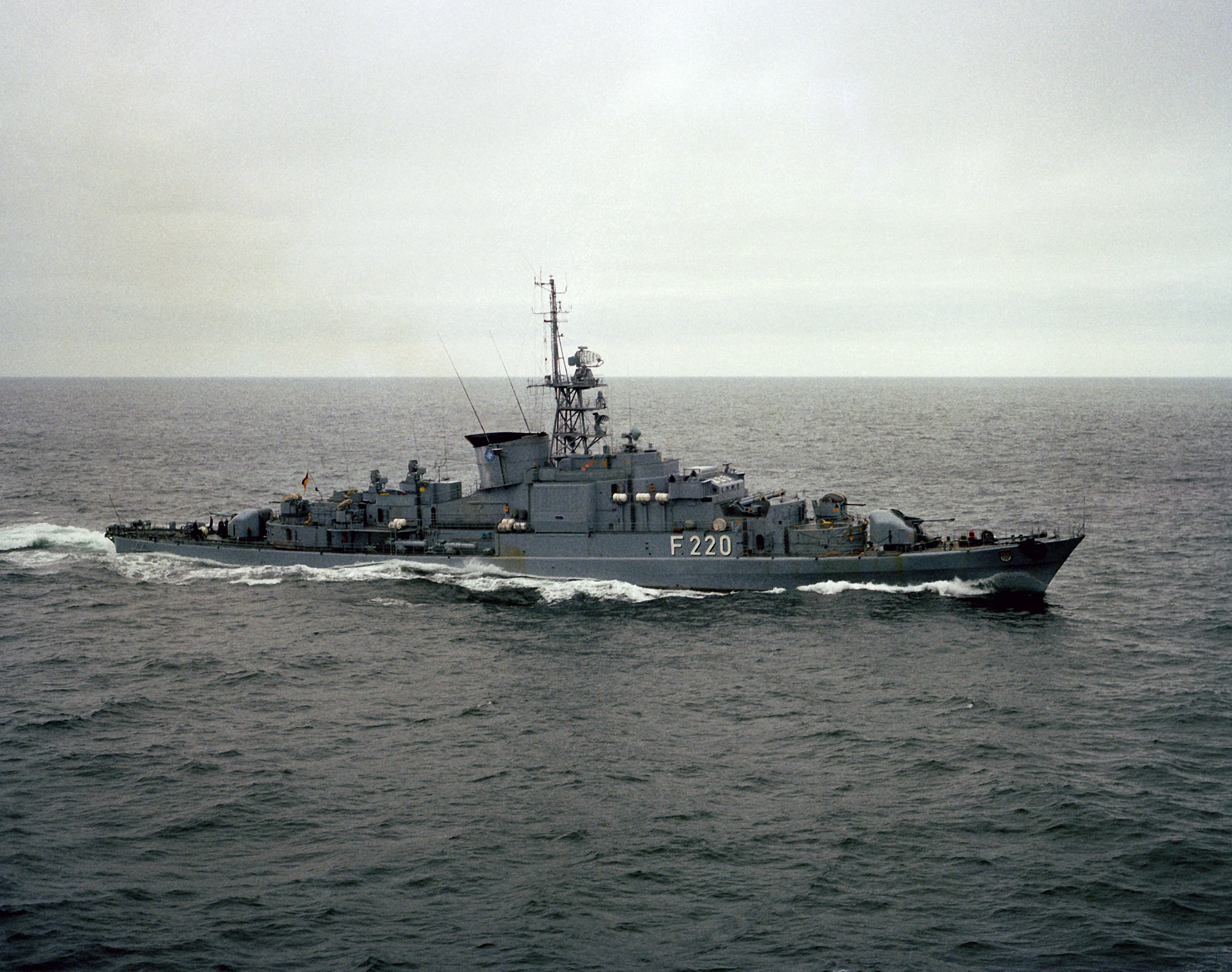
Fregatte Köln, Klasse 120

Das 2. Geleitgeschwader (2. GGschw) wurde am 1. Februar 1959 in Cuxhaven aufgestellt, um die sechs neuen Geleitboote Typ 55 aufzunehmen, die später als Köln-Klasse (Klasse 120) bezeichnet wurden. 1968 verlegte das Geschwader unter Abgabe der Fregatten Emden und Karlsruhe an das Flottendienstgeschwader nach Wilhelmshaven. Am 18. April 1970 lief das Geschwader mit den Fregatten Köln und Emden aus Wilhelmshaven zu einer Nonstopfahrt nach Rio de Janeiro aus, was damit das erste Mal war, dass solche großen Einheiten über den Äquator eine Seereise von 15.000 Seemeilen zurücklegten. 1973 und 1974 kehrten beide Schiffe in das Geschwader zurück. 1982 und 1983 wurden Köln, Karlsruhe und Emden außer Dienst gestellt, 1988 folgte Augsburg.
Am 30. September 1988 wurde das 2. GGschw außer Dienst gestellt. Die verbliebenen Schiffe wurden bis zu ihrer Außerdienststellung (1988/89) dem 2. Fregattengeschwader unterstellt, das auch die Tradition des 2. GGschw übernahm.
| Nr. | Dienstgrad und Name                                    | von       | bis       | Bemerkungen                              |
| --- | ------------------------------------------------------ | --------- | --------- | ---------------------------------------- |
| 01  | Fregattenkapitän/Kapitän zur See Heinrich Hoffmann     | Feb. 1959 | Okt. 1960 |                                          |
| 02  | Korvettenkapitän/Fregattenkapitän Herbert Panknin      | Okt. 1960 | März 1962 | m.d.W.d.G.b.                             |
| 03  | Kapitän zur See August Hoepner                         | Apr. 1962 | Apr. 1964 |                                          |
| 04  | Kapitän zur See Friedrich Guggenberger                 | Apr. 1964 | Jan. 1966 |                                          |
| 05  | Fregattenkapitän/Kapitän zur See Dirk Stricker         | Jan. 1966 | Sep. 1967 |                                          |
| 06  | Fregattenkapitän/Kapitän zur See Gustav-Adolf Diedrich | Okt. 1967 | Sep. 1969 |                                          |
| 07  | Kapitän zur See Helmut Eggers                          | Okt. 1969 | Sep. 1971 |                                          |
| 08  | Kapitän zur See Joachim-Albrecht von Holleuffer        | Okt. 1971 | Sep. 1972 | später Kommandeur der Zerstörerflottille |
| 09  | Kapitän zur See Heinz Harre                            | Okt. 1972 | Sep. 1975 |                                          |
| 10  | Kapitän zur See Helmut Kähler                          | Okt. 1975 | März 1977 |                                          |
| 11  | Kapitän zur See Konrad Ehrensberger                    | März 1977 | Sep. 1978 |                                          |
| 12  | Kapitän zur See Hans-Jürgen von Hößlin                 | Okt. 1978 | Sep. 1980 |                                          |
| 13  | Kapitän zur See Hermann Lauer                          | Okt. 1980 | Nov. 1981 |                                          |
| 14  | Kapitän zur See Edzard von Wiarda                      | Nov. 1981 | 1983      |                                          |
| 15  | Kapitän zur See Rainer Vito Housselle                  | 1983      | 1985      |                                          |
| 16  | Kapitän zur See Helmut Kossyk                          | 1985      | 1986      |                                          |
| 17  | Kapitän zur See Thomas Kempf                           | 1987      | 1988      |                                          |

#### 1. Fregattengeschwader

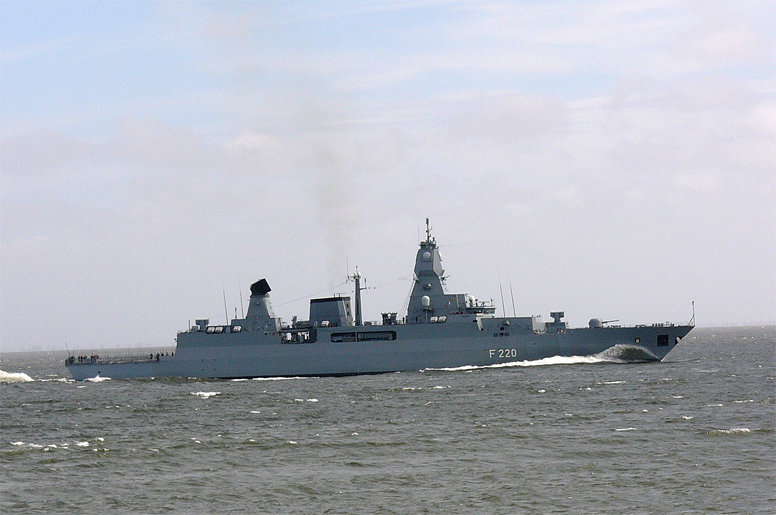
Fregatte Hamburg, Klasse 124

Das 1. FGschw wurde ab 2000 in Wilhelmshaven aufgestellt, um die drei neuen Fregatten der Sachsen-Klasse (Klasse 124) aufzunehmen. Diese Schiffe liefen dem Geschwader zwischen 2004 und 2006 zu. Geschwaderkommandeur war zunächst bis zur Auflösung des 1. ZGschw im Dezember 2003 dessen Kommandeur. Mit der Umgliederung der Geschwader im Januar 2006 wurde das 1. FGschw wieder aufgelöst und die Schiffe an das 2. FGschw übergeben. Geschwaderkommandeur war von August 2000 bis Februar 2004 Kapitän zur See Georg von Maltzan.

#### 2. Fregattengeschwader
Das 2. FGschw wurde am 1. Oktober 1988 in Wilhelmshaven aufgestellt und übernahm die Tradition des 2. GGschw. Aus diesem Geschwader übernahm es außerdem zunächst kurzzeitig die Fregatten Lübeck und Braunschweig bis zu deren Abgabe an die türkische Marine 1988 und 1989. Gleichzeitig übernahm das 2. FGschw die Fregatten Köln und Karlsruhe der Klasse 122 vom 4. FGschw. 1989 und 1990 liefen dem 2. FGschw die beiden nachgebauten Fregatten der Bremen-Klasse Augsburg und Lübeck zu.
Bei der Umgliederung der Geschwader Anfang 2006 gab das 2. FGschw die vier Fregatten Klasse 122 an das 4. FGschw ab und übernahm vier Fregatten Klasse 123 vom 6. FGschw und drei Fregatten Klasse 124 vom 1. FGschw. Diese sieben Fregatten gehören zu den Eingreifkräften der Bundeswehr.
| Nr. | Dienstgrad und Name               | von           | bis           | Bemerkungen                              |
| --- | --------------------------------- | ------------- | ------------- | ---------------------------------------- |
| 01  | Kapitän zur See Lutz Feldt        | 1. Okt. 1988  | 28. Sep. 1990 | später Kommandeur der Zerstörerflottille |
| 02  | Kapitän zur See Frank Waszak      | 28. Sep. 1990 | 31. März 1993 |                                          |
| 03  | Kapitän zur See Henning Bess      | 1. Apr. 1993  | 30. Dez. 1994 |                                          |
| 04  | Kapitän zur See Axel Schimpf      | 31. Dez. 1994 | 21. Dez. 1995 | später Inspekteur der Marine             |
| 05  | Kapitän zur See Richard Himstedt  | 21. Dez. 1995 | 13. Nov. 1998 |                                          |
| 06  | Kapitän zur See Hartmuth Wichmann | 13. Nov. 1998 | 9. Apr. 2003  |                                          |
| 07  | Kapitän zur See Rainer Endres     | 9. Apr. 2003  | 13. Juli 2005 |                                          |
| 08  | Kapitän zur See Heinz-Uwe Schäfer | 13. Juli 2005 | 9. Jan. 2006  |                                          |
| 09  | Kapitän zur See Eckhard Bödeker   | 9. Jan. 2006  | 7. Sep. 2007  |                                          |
| 10  | Kapitän zur See Michael Budde     | 7. Sep. 2007  | 30. Apr. 2010 |                                          |
| 11  | Kapitän zur See Eike Wetters      | 30. Apr. 2010 | 28. Juni 2012 |                                          |
| 12  | Kapitän zur See Martin Seidl      | 28. Juni 2012 |               |                                          |

#### 4. Fregattengeschwader

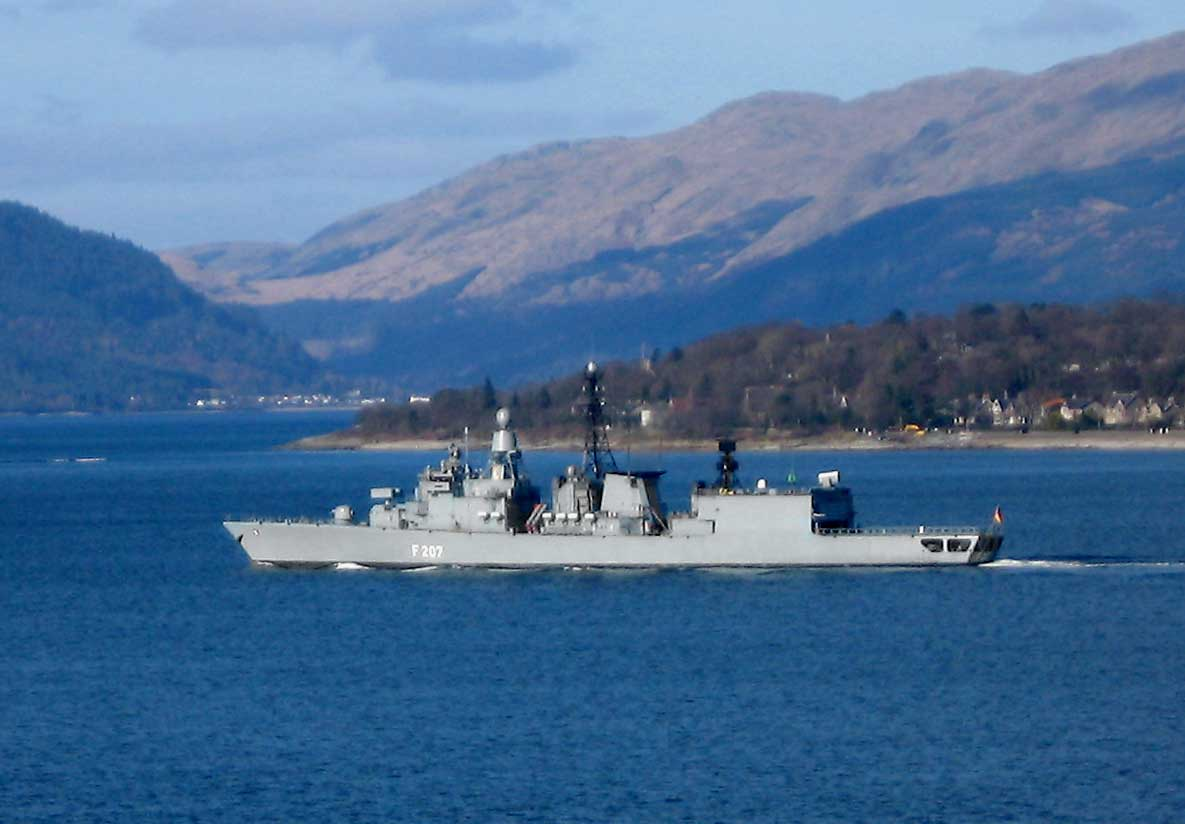
Fregatte Bremen, Klasse 122

Das 4. Fregattengeschwader (4. FGschw) wurde am 16. November 1981 in Wilhelmshaven aufgestellt, um die zunächst sechs neuen Fregatten der Bremen-Klasse (Klasse 122) aufzunehmen. Diese Schiffe liefen dem Geschwader zwischen 1982 und 1984 zu. Mit Aufstellung des 2. FGschw wurden die beiden jüngsten Einheiten, Köln und Karlsruhe, dorthin überstellt. Seit der Umgliederung der Flottille vom Januar 2006 unterstehen alle Fregatten der Klasse 122 dem 4. FGschw. Sie gehören zu den Stabilisierungskräften der Bundeswehr. Mit dem Rüstringer Friesen im Wappen ist das 4. FGschw das Wilhelmshavener Hausgeschwader, ohne dass es jedoch eine offizielle Patenschaft mit der Stadt gibt.
| Nr. | Dienstgrad und Name                       | von           | bis           | Bemerkungen                            |
| --- | ----------------------------------------- | ------------- | ------------- | -------------------------------------- |
| 01  | Kapitän zur See Hermann Lauer             | 16. Nov. 1981 | 30. Sep. 1983 |                                        |
| 02  | Kapitän zur See Dieter Weigel             | 1. Okt. 1983  | 18. Jan. 1985 |                                        |
| 03  | Kapitän zur See Dietrich von der Planitz  | 18. Jan. 1985 | 5. Apr. 1988  |                                        |
| 04  | Kapitän zur See Reinhold Siebert          | 5. Apr. 1988  | 31. März 1991 | später Kommandeur Versorgungsflottille |
| 05  | Kapitän zur See Gerhard-Martin Eichhorst  | 1. Apr. 1991  | 30. Sep. 1993 |                                        |
| 06  | Kapitän zur See Viktor Toyka              | 1. Okt. 1993  | 19. Dez. 1994 |                                        |
| 07  | Fregattenkapitän Rainer Meyer             | 19. Dez. 1994 | 16. März 1995 | m.d.W.d.G.b.                           |
| 08  | Kapitän zur See Johann-Pieter Scharf      | 17. März 1995 | 13. März 1998 |                                        |
| 09  | Kapitän zur See Rolf Schmitz              | 13. März 1998 | 2. Sep. 1999  |                                        |
| 10  | Kapitän zur See Karl-Wilhelm Bollow       | 2. Sep. 1999  | 29. Aug. 2002 |                                        |
| 11  | Kapitän zur See Karsten Schneider         | 29. Aug. 2002 | 4. Feb. 2005  |                                        |
| 12  | Kapitän zur See Dirk Alex Koch            | 4. Feb. 2005  | 9. Jan. 2006  |                                        |
| 13  | Kapitän zur See Heinz-Uwe Schäfer         | 9. Jan. 2006  | 15. Dez. 2006 |                                        |
| 14  | Kapitän zur See Jens Beckmann             | 15. Dez. 2006 | 3. Sep. 2009  |                                        |
| 15  | Kapitän zur See Christoph Müller-Meinhard | 3. Sep. 2009  | 28. Sep. 2012 |                                        |
| 16  | Kapitän zur See Kay-Achim Schönbach       | 28. Sep. 2012 | 2014          |                                        |

#### 6. Fregattengeschwader

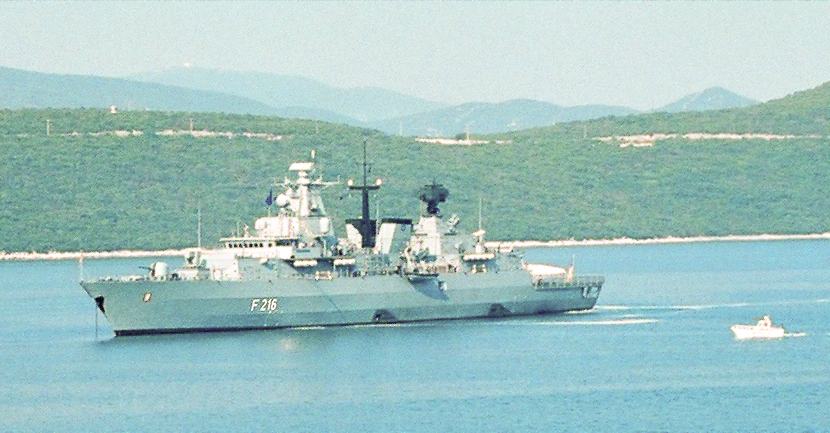
Fregatte Schleswig-Holstein, Klasse 123

Das 6. FGschw wurde am 28. September 1994 aufgestellt und übernahm Personal und Tradition des 2. ZGschw. Es nahm zwischen 1994 und 1996 vier neue Fregatten der Brandenburg-Klasse (Klasse 123) auf. Mit der Umgliederung der Geschwader im Januar 2006 wurde das 6. FGschw wieder aufgelöst und die Schiffe an das 2. FGschw übergeben.
| Nr. | Dienstgrad und Name                   | von           | bis           | Bemerkungen                                                                            |
| --- | ------------------------------------- | ------------- | ------------- | -------------------------------------------------------------------------------------- |
| 01  | Kapitän zur See Gottfried Hoch        | 28. Sep. 1994 | 16. Dez. 1994 | zuvor Kommandeur des 2. Zerstörergeschwaders, später Kommandeur der Zerstörerflottille |
| 02  | Kapitän zur See Hans-Jochen Witthauer | 17. Dez. 1994 | 1. Juli 1996  | später Kommandeur der Zerstörerflottille                                               |
| 03  | Kapitän zur See Waldemar Benke        | 1. Juli 1996  | 27. März 2000 |                                                                                        |
| 04  | Kapitän zur See Reinhard Wollowski    | 27. März 2000 | Aug. 2001     |                                                                                        |
| 05  | Kapitän zur See Thorsten Kähler       | Aug. 2001     | Okt. 2003     |                                                                                        |
| 06  | Kapitän zur See Martin Klüver         | Okt. 2003     | Aug. 2005     |                                                                                        |
| 07  | Fregattenkapitän Eckhard Bödeker      | Aug. 2005     | Dez. 2005     |                                                                                        |

#### Flottendienstgeschwader

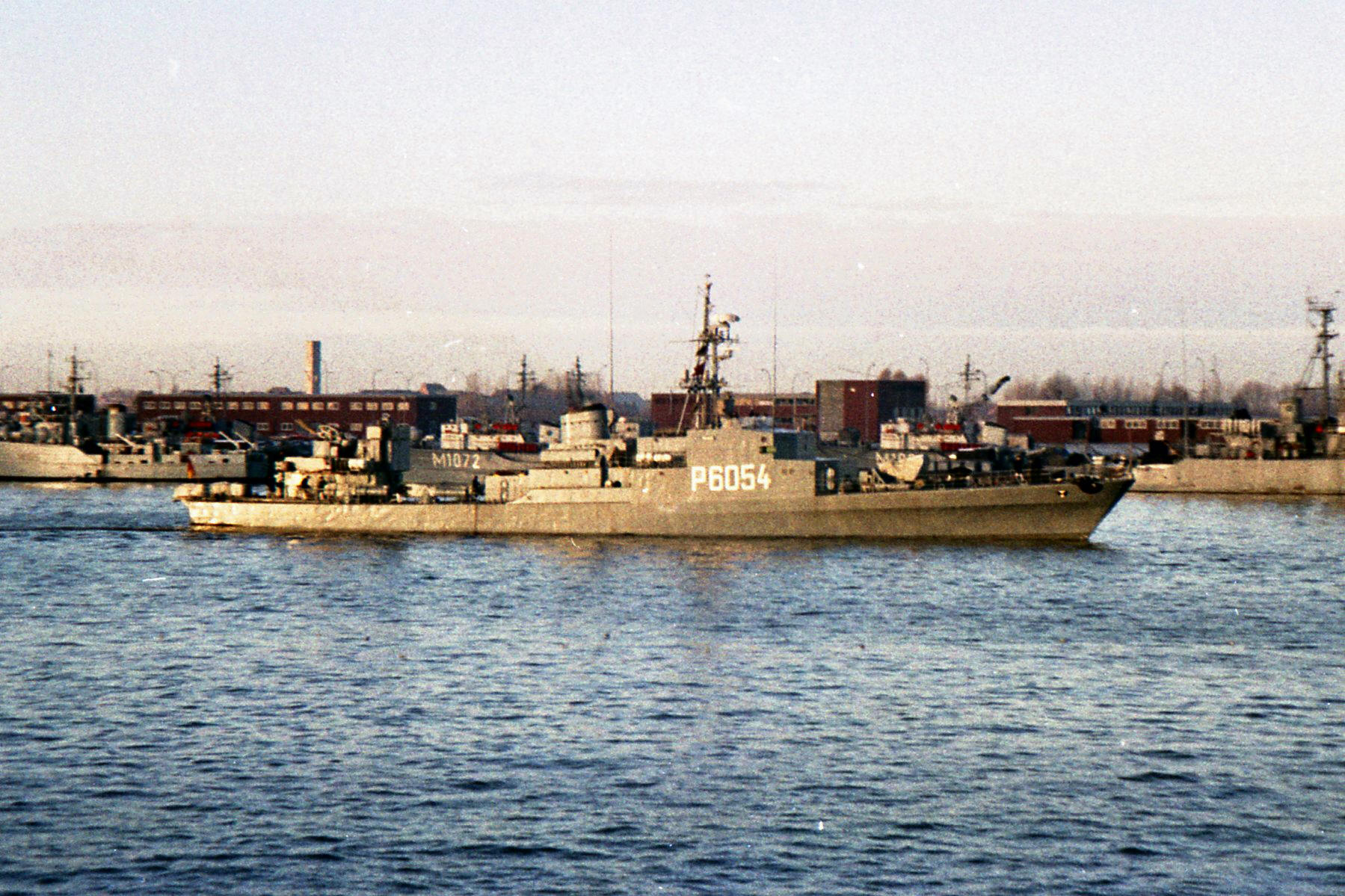
U-Jagd-Boot Najade, Thetis-Klasse

Das Flottendienstgeschwader wurde am 1. April 1961 in Wilhelmshaven aufgestellt. Es verlegte am 1. April 1968 nach Flensburg (Marinestützpunktkommando Flensburg-Mürwik) und trug von diesem Zeitpunkt an zeitweise die Bezeichnung Flottenlehrgeschwader. Das Geschwader wurde als Bootsgeschwader (= Bataillonsebene) von einem Fregattenkapitän geführt. Nur während der Unterstellungszeit des Zerstörers und der Fregatten war ein Kapitän zur See Geschwaderkommandeur.
Den Kern des Geschwaders bildeten stets die fünf U-Jagd-Boote der Thetis-Klasse (Klasse 420), die 1961 bis 1963 zuliefen. Diese Boote trugen zunächst die Bezeichnung Torpedofangboote Typ A und waren mit einem Kran und einem Beiboot zum Torpedobergen ausgestattet. Später wurden sie als Flottendienstboote bezeichnet und trugen zeitweise eine NATO-Kennung mit A... (= Auxiliary), um ihre Hilfsschifffunktion deutlich zu machen. Seit 1974 wurden die Boote endgültig als U-Jagd-Boote bezeichnet und erhielten wieder eine P-Kennung. Sie wurden 1991–1992 an die griechische Marine abgegeben. Als sechstes Boot wäre im Mobilmachungsfall die Hans Bürkner dem FD-Geschwader unterstellt worden. Sie unterstand zunächst als Schulboot der Marineunterwasserwaffenschule in Eckernförde und wurde später von der Wehrtechnischen Dienststelle 71 als Erprobungsboot genutzt. Es handelte sich um ein 1963 fertiggestelltes Torpedofangboot, groß, Typ B (Klasse 421), das später als Flottendienstboot (BWB) bezeichnet wurde. Als deutlich größeres Fahrzeug hätte es als Führerboot dienen sollen.
Verbunden mit einer Umgliederung wurden dem FD-Geschwader ab 1. Januar 1968 Zerstörer 3 und die Fregatten Emden und Karlsruhe unterstellt. Das Geschwader hatte jetzt die Aufgabe, im Frieden die Ausbildung der Offiziere, Unteroffiziere und Mannschaften der Marine zu unterstützen und für Sonderaufgaben gemäß den Weisungen des Flottenkommandos zur Verfügung zu stehen. Im Kriege sollten der Zerstörer und die Fregatten wieder in ihre Herkunftsgeschwader zurückkehren. Dafür sollte das FD-Geschwader durch die in Reserve befindlichen Schulfregatten Scharnhorst und Gneisenau verstärkt werden.
Diese Organisation wurde jedoch bereits bald wieder geändert. Z 3 wurde 1971 an das 3. ZGschw, Karlsruhe 1973 und Emden 1974 an das 2. GGschw abgegeben. 1972 wurden die drei als Messboote (Klasse 422) bezeichneten Aufklärungsschiffe Alster, Oker und Oste vom Minenlegergeschwader dem FD-Geschwader unterstellt. Sie wurden später in Flottendienstboote umbenannt und zwischen 1987 und 1989 durch drei gleichnamige Boote der Klasse 423 ersetzt.
Nach Abgabe der U-Jagd-Boote an Griechenland wurden 1992 die Flottendienstboote dem Marinefernmeldestab 70 unterstellt und das FD-Geschwader am 12. Januar 1993 aufgelöst.
| Name                                            | von         | bis       | Bemerkungen                                    |
| ----------------------------------------------- | ----------- | --------- | ---------------------------------------------- |
| Korvettenkapitän Gustav Reichardt               | Aufstellung | Feb. 1963 |                                                |
| Korvettenkapitän Gustav-Adolf Dietrich          | März 1963   | Mai 1963  |                                                |
| Kapitänleutnant/Korvettenkapitän Ludwig Wetters | Mai 1963    | Sep. 1964 |                                                |
| Korvettenkapitän Karl-Heinz Schröder            | Okt. 1964   | März 1966 |                                                |
| Fregattenkapitän Hans-Hinrich Postel            | Apr. 1966   | Mai 1968  | m.d.W.d.G.b.                                   |
| Kapitän zur See Burkhard Hackländer             | Mai 1968    | Sep. 1970 |                                                |
| Kapitän zur See Herbert Mumm                    | Okt. 1970   | Sep. 1974 |                                                |
| Fregattenkapitän Dieter Klages                  | Okt. 1974   | März 1978 | anschließend Kommandeur 3. Zerstörergeschwader |
| Fregattenkapitän Manfred Brandt                 | Apr. 1978   | Apr. 1980 |                                                |
| Fregattenkapitän Georg Träger                   | Okt. 1980   | Sep. 1983 |                                                |
| Fregattenkapitän Johannes Hass                  | Okt. 1983   | Sep. 1986 |                                                |
| Fregattenkapitän Dietrich Adamus                | Okt. 1986   | Sep. 1989 |                                                |
| Fregattenkapitän Jochen Schultz                 | Okt. 1989   | Apr. 1991 |                                                |
| Fregattenkapitän Michael Warnick                | Mai 1991    | Sep. 1992 |                                                |
| Korvettenkapitän Claus Möller                   | Okt. 1992   | Dez. 1992 | m.d.W.d.G.b.                                   |

#### Versorgungs- und Trossgeschwader

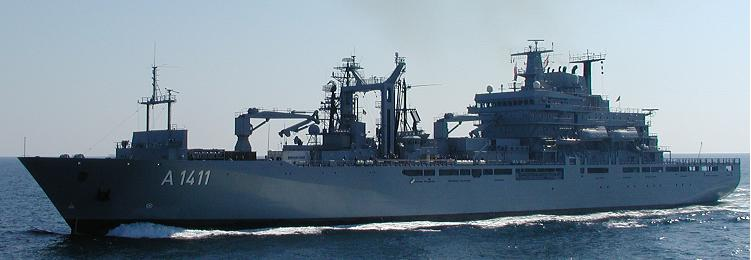
Einsatzgruppenversorger Berlin

Nach der Auflösung der Versorgungsflottille 1994 wurden zunächst die beiden ihr unterstehenden Versorgungsgeschwader (1. VersGschw im Ostseebereich, 2. VersGschw im Nordseebereich) der ZFltl unterstellt und am 1. April 1997 zum Trossgeschwader zusammengefasst. Die Zahl der vorhandenen Schiffe wurde nach und nach reduziert. Dem Trossgeschwader unterstanden Ende 2010 noch neun militärisch oder zivil besetzte Kriegs-/Hilfsschiffe der Marine: Zwei Einsatzgruppenversorger, vier Betriebsstofftransporter und drei Seeschlepper. Durch den Zulauf der Bonn erhöhte sich die Zahl der Einsatzgruppenversorger im Jahr 2013 auf drei. Das Geschwader wird, wie die Fregattengeschwader, von einem Kapitän zur See geführt.

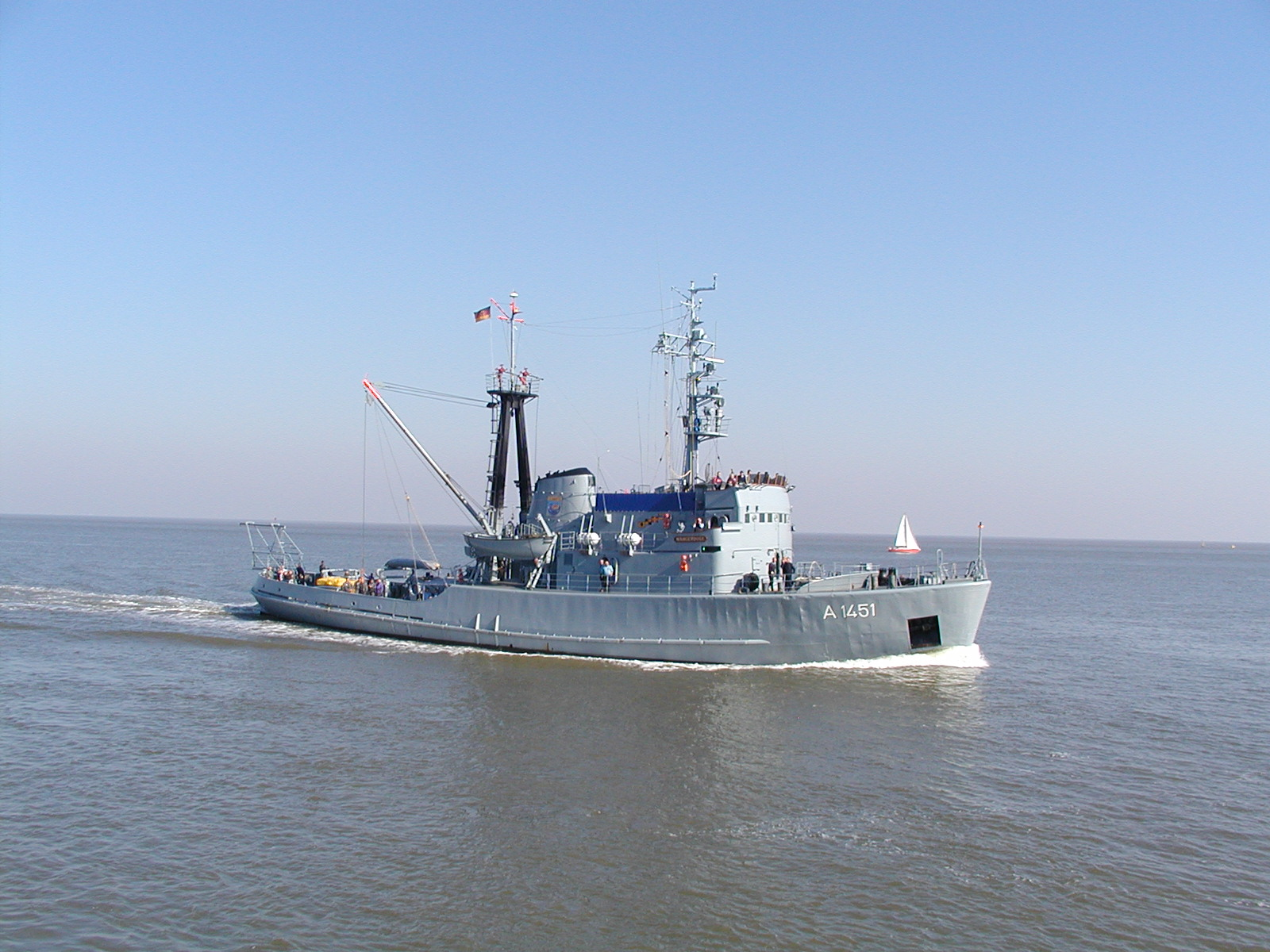
Seeschlepper Wangerooge

| Nr.                       | Dienstgrad und Name                   | von                       | bis                       | Bemerkungen               |
| Kommando der Trossschiffe | Kommando der Trossschiffe             | Kommando der Trossschiffe | Kommando der Trossschiffe | Kommando der Trossschiffe |
| ------------------------- | ------------------------------------- | ------------------------- | ------------------------- | ------------------------- |
| 01                        | Korvettenkapitän Franz Burkart        | 1. Juni 1959              | 31. Dez. 1960             | Leiter Aufstellungsstab   |
| 02                        | Fregattenkapitän Herbert Schultze     | 1. Jan. 1961              | 15. Juni 1962             |                           |
| 03                        | Korvettenkapitän Edmund Kuhnen        | 16. Juni 1962             | 6. Aug. 1962              | in Vertretung             |
| 04                        | Kapitän zur See Hans-Walter Busch     | 7. Aug. 1962              | 31. März 1965             |                           |
| 05                        | Kapitän zur See Hans Heidtmann        | 1. Apr. 1965              | 31. Dez. 1966             |                           |
| Versorgungsflottille      |                                       |                           |                           |                           |
| 06                        | Kapitän zur See Hans Heidtmann        | 1. Jan. 1967              | 31. März 1968             |                           |
| 07                        | Kapitän zur See Albert Müller         | 1. Apr. 1968              | 30. Sep. 1971             |                           |
| 08                        | Kapitän zur See Klaus Hänert          | 1. Okt. 1971              | 31. März 1977             |                           |
| 09                        | Kapitän zur See Walter Flentge        | 1. Apr. 1977              | 30. Sep. 1983             |                           |
| 10                        | Kapitän zur See Hanns-Joachim Gamböck | 1. Okt. 1983              | 30. Sep. 1992             |                           |
| 11                        | Kapitän zur See Reinhold Siebert      | 1. Okt. 1992              | 30. Sep. 1993             | später Kommandeur MuKdo   |
| 12                        | Kapitän zur See Horst Rehse           | 1. Okt. 1993              | 22. Sep. 1994             |                           |
| Trossgeschwader           |                                       |                           |                           |                           |
| 13                        | Kapitän zur See Ingo Splettstößer     | 26. März 1997             | 28. Sep. 2001             |                           |
| 14                        | Kapitän zur See Hans-Joachim Rutz     | 29. Sep. 2001             | 29. Sep. 2005             |                           |
| 15                        | Kapitän zur See Mathias Metz          | 6. Feb. 2006              | 26. März 2010             |                           |
| 16                        | Kapitän zur See Jürgen Looft          | 26. März 2010             | 23. Sep. 2013             |                           |
| 17                        | Kapitän zur See Michael Gemein        | 23. Sep. 2013             |                           |                           |

#### Reserveverbände
Der ZFltl waren drei Reserveverbände zugeordnet, das 122. und 124. Vorpostengeschwader und das 126. Seetransportgeschwader. Sie wären im Verteidigungsfall aus zivil besetzten Schiffen der Bundeswehr und aus einberufenen zivilen Fahrzeugen zusammengestellt worden. Bei den Schiffen der Bundeswehr handelte es sich um Fahrzeuge der Marine und des BWB wie etwa Hafenschlepper, Eisbrecher und Erprobungsboote. Im Zuge der Umgestaltung der Mobilmachungsorganisation der Bundeswehr löste die Marine im Frühjahr 2005 ihre Reserveverbände auf.

#### Sonstige Unterstellungen
Von ihrer Aufstellung am 1. April 1958 bis zum Unterstellungswechsel unter das neu aufgestellte Kommando der Amphibischen Streitkräfte am 1. Oktober 1958 unterstanden das 2. Landungsgeschwader und das Marinepionierbataillon dem Kommando der Zerstörer.

## Aufgaben und Ausrüstung
Die ZFltl sollte nicht als geschlossener Verband eingesetzt werden. Vielmehr sollten einzelne Kampfgruppen gebildet werden, als deren Führer die Geschwaderkommandeure vorgesehen waren. Große Kampfgruppen konnten auch durch den KdZ geführt werden. Das geschah bei großen Übungen und in mehreren Einsätzen.
Im Rahmen der Ausbildung haben Schiffe und Verbände der ZFltl viele Auslandsreisen auch in entfernte Regionen unternommen. Seit der Außerdienststellung des Schulschiffs Deutschland 1990 führten sie regelmäßig Ausbildungsreisen für Offizieranwärter der Marine durch, die auch der Darstellung Deutschlands im Ausland dienen. Unter dem Motto Botschafter in Blau  unterstützen sie die diplomatischen Vertretungen bei ihren Repräsentationsaufgaben. So besuchte 2002 ein Verband Japan und Südkorea und diente dem Bundespräsidenten als Empfangsplattform.

### Einsatzkonzepte und Waffensysteme
Entsprechend der Konzeption der Bundesmarine veränderten sich die Einsatzkonzepte für die ZFltl und ihre Ausrüstung. Es war zunächst vorgesehen, zwölf Zerstörer, sechs Geleitboote (später als Fregatten bezeichnet) und sechs U-Jagd-Boote zu beschaffen, die alliierte Landungen in der Ostsee unterstützen sollten. Dafür wurden die Artilleriezerstörer der Klasse 119 ex-Fletcher-Klasse und der Hamburg-Klasse beschafft, die den Landungstruppen Feuerunterstützung geben sollten. Geleitboote und U-Jagd-Boote sollten die Landungsverbände gegen U-Boot-Angriffe schützen. Angesichts der immer stärker werdenden Luftstreitkräfte des Warschauer Pakts sollte eine größere Zahl von Flugabwehrschiffen den Luftraum weiträumig sichern. Dafür wurden drei Zerstörer der Klasse 103 beschafft, weitere Projekte wurden nicht realisiert, weil sich bereits gegen Ende der 1960er Jahre herausstellte, dass dieser Ansatz der Ostseekriegsführung unrealistisch war.
Stattdessen sollte sich die deutsche Marine stärker an der Sicherung der Verstärkungstransporte nach Europa beteiligen. Mit den Fregatten der Bremen-Klasse erhielt die ZFltl erstmals U-Jagd-Schiffe, die mit Hubschraubern ausgestattet waren. Die Fregatten Der Brandenburg-Klasse entsprechen demselben Konzept, sind jedoch größer und können einen Verbandsstab aufnehmen. Nach 1990 wurde die sehr starke Ausrichtung auf U-Boot-Bekämpfung aufgegeben. Die Fregatten der Sachsen-Klasse wurden so konzipiert, dass sie einem Schiffsverband Schutz gegen Luftbedrohungen bieten können.

### Nicht verwirklichte Projekte
Nicht alle Rüstungsprojekte der ZFltl konnten realisiert werden, darunter drei größere Vorhaben, die aus unterschiedlichen Gründen gescheitert sind.

#### Zerstörer Klasse 102
Ursprünglich war der Bau von zwölf Zerstörern der Hamburg-Klasse vorgesehen. Es wurde jedoch beschlossen, es bei vier Schiffen dieser Klasse zu belassen und stattdessen eine Serie weiterer, moderner bewaffneter Zerstörer zu bauen, die als Zerstörer Typ 59, später als Klasse 102 bezeichnet wurden. Dazu war die deutsche Werftindustrie Anfang der 1960er Jahre nicht in der Lage. Stattdessen wurden 1964 die Zerstörer Lütjens-Klasse in den USA in Auftrag gegeben.

#### Fregatte Klasse 121
Ab 1962 wurde geplant, für die Ostseekriegführung leistungsfähige Plattformen mit Flugkörperbewaffnung gegen Flugzeuge zu beschaffen. Zunächst wurden so genannte Große Kampfboote Klasse 130 ins Auge gefasst, dann Flugkörperkorvetten. Auch dieser Schiffstyp erwies sich für die vorgesehene Bewaffnung als zu klein und wurde 1965 zu Gunsten eines Projekts von vier Fregatten aufgegeben, die später als Klasse 121 bezeichnet wurden. Es war beabsichtigt, dieses Projekt in enger Zusammenarbeit mit NATO-Partnern zu verwirklichen, und man benutzte deshalb auch die Bezeichnung NATO-Fregatte 70. Die Schiffe sollten mit dem Waffensystem Tartar bewaffnet sein und ursprünglich 2500, später 3600 ts verdrängen. Als sich Anfang 1970 die Überzeugung durchsetzte, dass moderne Fregatten Hubschrauber mitführen müssen, wurde das Projekt Klasse 121 noch im selben Jahr aufgegeben.

#### NATO-Fregatte NFR 90
Als Ersatz für die Zerstörer der Klasse 101A sollte eine weitere Fregatten-Klasse mit der Hauptaufgabe U-Jagd beschafft werden. Es waren vier Schiffe vorgesehen, die Projektbezeichnung war Klasse 124. Das Vorhaben sollte im Rahmen eines großen Kooperationsprojekts der NATO realisiert werden, das die Bezeichnung NATO Frigate Replacement for the 1990s (NFR 90) trug. An diesem Projekt waren neben der deutschen die Marinen von sieben weiteren NATO-Ländern beteiligt. Die Projektorganisation mit Sitz in Hamburg wurde 1979 gegründet. Ursprünglich sollten 59 identische Schiffe gebaut werden, später wurden Varianten entwickelt. Das Projekt scheiterte an vielfältigen Problemen vor allem der internationalen Zusammenarbeit. Deutschland verließ 1989 die Organisation. Für den nunmehr dringend erforderlich Ersatz der Klasse 101A (Hamburg-Klasse) wurden die Fregatten Klasse 123 in Auftrag gegeben, während für die Klasse 124 (Ersatz Klasse 103B) eine Entwicklung mit neuem Konzeptansatz begann.